# Pimenteiras
Pimenteiras là một đô thị thuộc bang Piauí, Brasil. Đô thị này có diện tích 4577,587 km², dân số năm 2007 là 11817 người, mật độ 2,58 người/km².